# آیین‌بد
آیین‌بد (پارسی میانه: āyēnbed) یا ایوین‌بد (پارسی میانه: Ēwēnbed) یکی از مناصب ایران در زمان ساسانیان و استاد ادب بود. برای نخستین بار شاهنشاه بهرام دوم در سده سوم میلادی این عنوان را به کرتیر داد. از آنجا که این عنوان به ندرت بکار رفته، تعریف عملکرد آن دشوار است.